# Enriquecimento ambiental

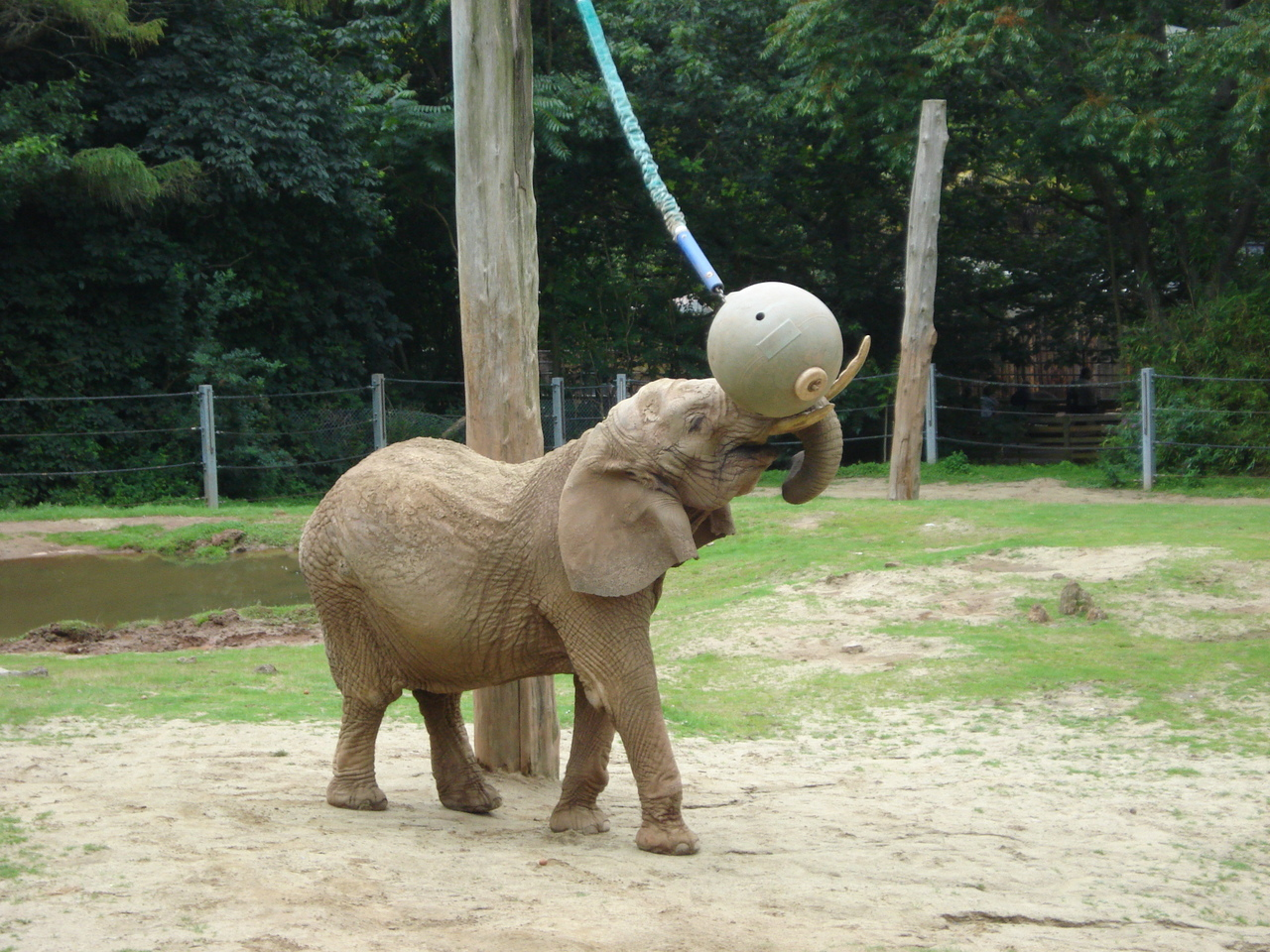
Elefante manipulando uma bola suspendida incluída no enriquecimento ambiental de sua instalação

O enriquecimento ambiental no cuidado dos animais em cativeiro consiste em melhorar seu bem-estar tanto físico como psicológico identificando e lhes proporcionando os estímulos ambientais necessários para otimizar sua qualidade de vida. O objectivo do enriquecimento ambiental é melhorar ou manter a saúde física e mental aumentando a quantidade de comportamentos natural da espécie, incrementar a utilização positiva do espaço de cativeiro, prevenir ou reduzir a frequência de comportamentos anormais ,como os movimentos estereotipados e aumentar a capacidade individual para enfrentar os desafios do cativeiro. O enriquecimento ambiental pode beneficiar  um grande variedades de vertebrados e invertebrados como os mamíferos terrestres, mamíferos marinhos, aves, anfíbios, repteis,polvos e aranhas.
O enriquecimento ambiental pode-se proporcionar a qualquer animal que permaneça em cativeiros incluindo:
- os animais dos zoológicos e instalações similares;[9]
- os animais dos refúgios e granjas.[10]
- os animais usados para a investigação[11]
- os animais de companhia como cães, gatos, papagaios, cacatuas, coelhos, etc.[12]

## Tipos de enriquecimento

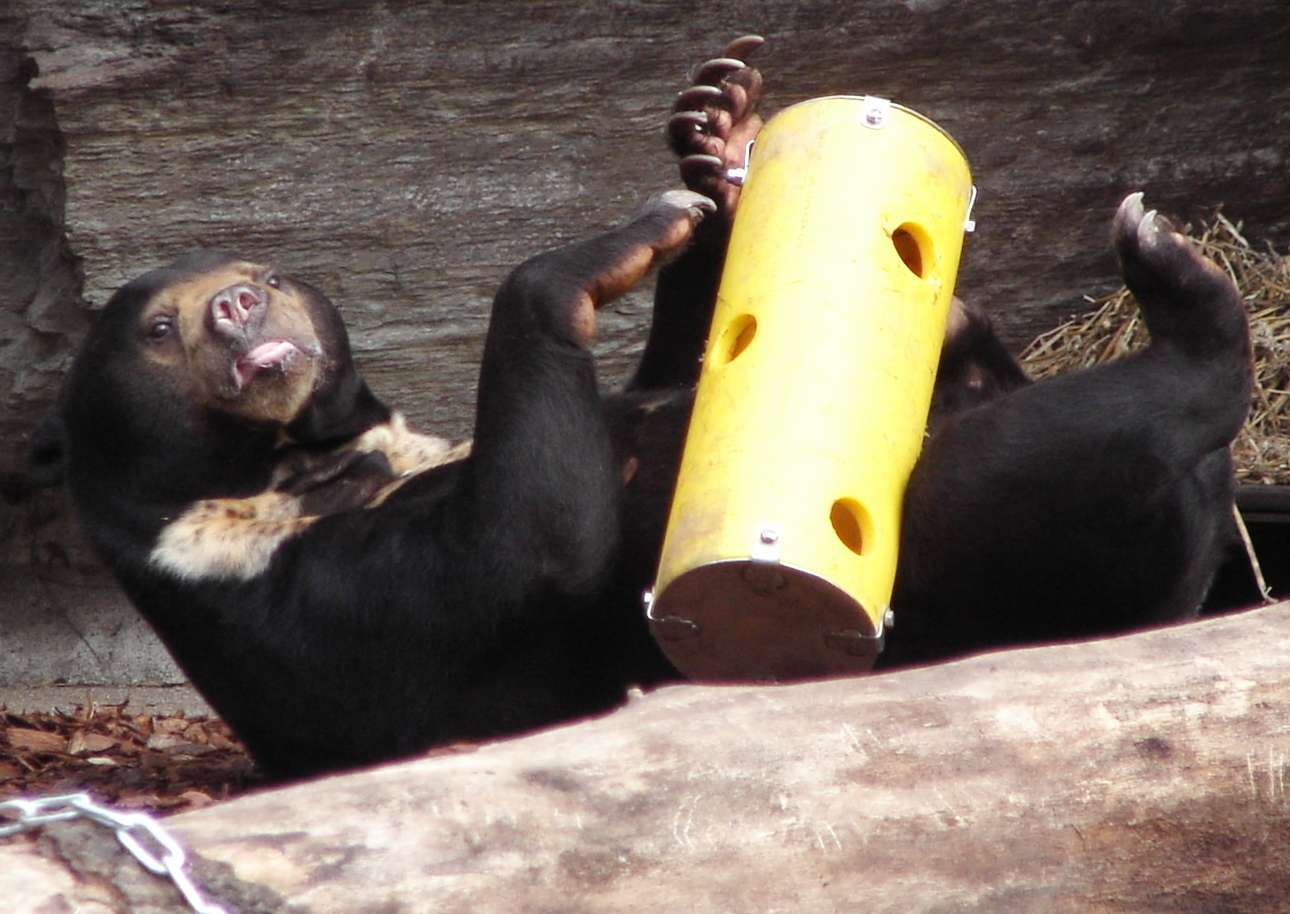
Enriquecimento alimentar: cilindro oco perfurado para que os ursos se entreterem sacando a comida de seu interior

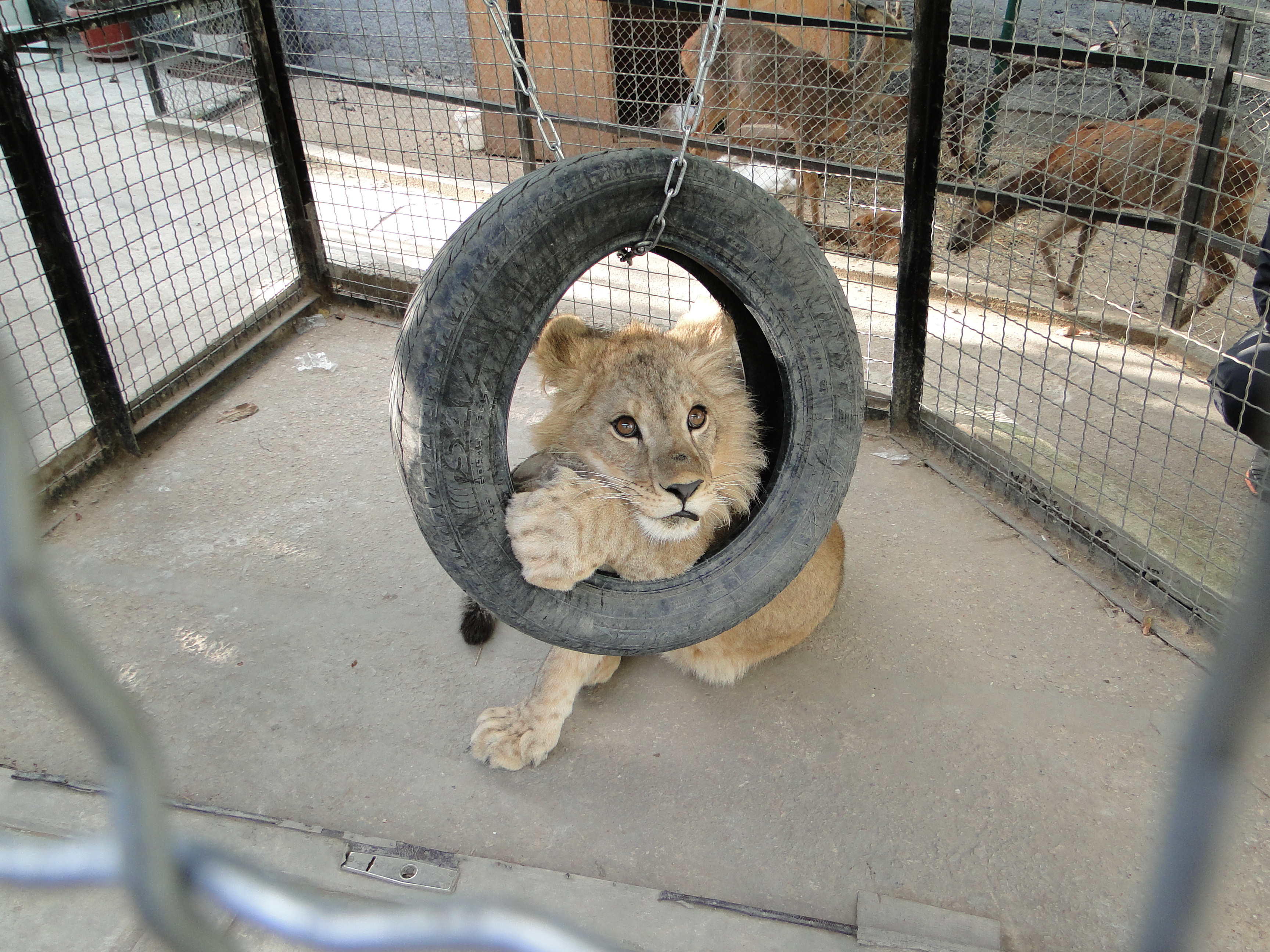
Instalação para filhotes de leão com um balanço que podem manipular e rodeado de antílopes que estimulam seus sentidos

A contribuição de qualquer estímulo que gerar nos animais interesse positivo o enriquecimento pode ser considerado, incluindo objetos naturais e artificiais, cheiros diferentes, novos alimentos ou preparada de forma diferente. A maioria dos estímulos de enriquecimento são divididos em seis grupos:
- sensorial: estímulos para os sentidos dos animais tanto visuais, olfativos, audíveis, tátil ou gustativos;
- alimentação: consiste em converter a alimentação em um desafio. Pode realizar-se com diversos métodos, apresentar a comida de forma que lhes obrigue a resolver pequenos problemas que animem os animais a pesquisar, manipular e trabalhar para a obter, como fazem na natureza, como escondida em diversos objetos desenhados para dificultar seu acesso, meter alimentos em gelo no verão, colocar alimentos em dispositivos mecânicos móveis que simulem presas, etc.
- manipulação: proporcionar elementos que possam manipular com suas patas, boca, cabeça, chifres, etc. Isto provoca o comportamento de investigação e o jogo exploratório;
- meio ambiental: melhorar o habitat onde os animais estão presos  para acrescentar mudanças ou aumentar a complexidade do ambiente;
- social: proporcionar aos animais oportunidades para para interagir com os outros, tanto de sua espécie como de outras;
- treinamento: treinar aos animais em diferentes tarefas mediante reforço positivo ou habituação.

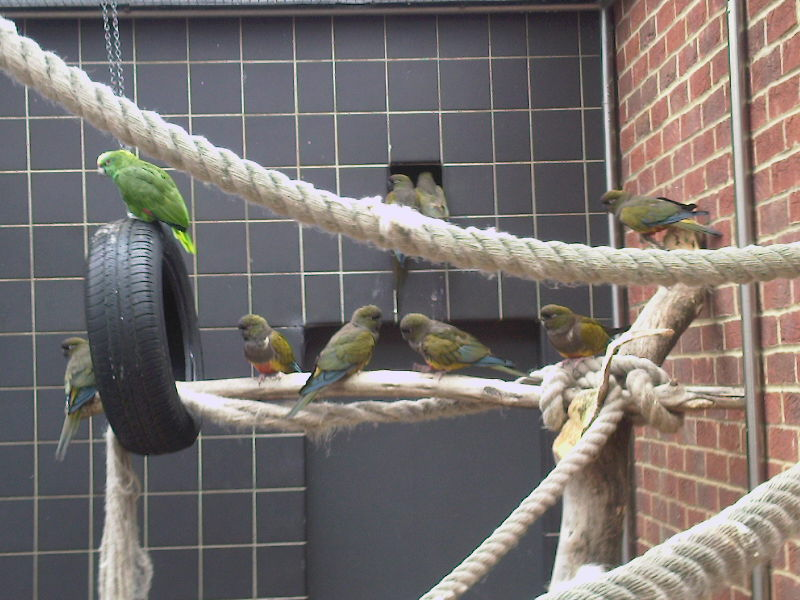
Enriquecimento meio ambiental: aviário para papagaios com elementos para que possam subir e se pendurar

Pode-se argumentar que um estímulo pode se considerar enriquecimento inclusive se o animal reage de forma negativa, como por exemplo cheiros desagradáveis, ainda que devem se evitar os estímulos que provoquem medo ou estresse extremo e estímulos que possam causar dor ao animal. Opiniões contrárias consideram que o enriquecimento só deve provocar comportamentos positivos.
Os zoológicos modernos com frequência estão desenhados com instalações enriquecidas ambientalmente. Por exemplo no Zoológico de Denver a exibição de depredadores permite aos carnívoros africanos  rodar entre vários recintos, proporcionando animais e expondo-as a diferentes espaços dos outros odores.
O importante é que os alimentos, os objetos, as mudanças  não permaneçam muito tempo no recinto para não perder o caráter de novidade, por isto deve-se alterar o tipo de enriquecimento  com frequência (DOMINGUEZ, 2008).
Vários zoológicos ,  instituições já são adeptos destas práticas tão benéficas para os animais, até mesmo em casa as pessoas estão se preocupando mais, haja visto que lojas de médio e grande porte,  de artigos para animais, possuem os mais diversificados itens para entretenimento dos bichinhos desta forma maximizando a qualidade de vida e inibindo alterações comportamentais muito encontradas em ambientes estáticos.

## Avaliar o sucesso do enriquecimento
Podem-se usar diversos métodos para avaliar o enriquecimento ambiental proporcionado. Baseiam-se na premissa de que os animais em cativeiros devem realizar comportamentos similares aos do etograma de sua espécie, se deve permitir aos animais realizar as atividades e interações que preferem (realizando testes de preferências), e dever se permitir aos animais realizar aquelas atividades que estejam mais motivados (realizando teste de motivação).
O sucesso do enriquecimento ambiental pode-se avaliar quantificando o grau dos indicadores de bem-estar animal fisiológicos e etológicos. Além dos mencionados anteriormente, entre os indicadores etológicos incluem-se a incidência de comportamentos anormais (por exemplo movimentos estereotipados, estudos das distorções cognitivas, e os efeitos da frustração). Entre os indicadores fisiológicos estão a frequência cardíaca, a presença de corticosteroides, a função imune, a neurobiologia, qualidade da casca do ovo a termografia.

## Regulamentações

### Estados Unidos
As emendas realizadas em 1985 na lei de bem-estar animal de Estados Unidos pela secretária de agricultura estabelecem regulamentações para proporcionar ambientes físicos adequados para o bem-estar psicológico dos primatas e exercício para os cães. Normas posteriores para melhorar os ambientes de primatas não-humanos foram incluídos (incluindo o fornecimento de grupos sociais e enriquecimento ambiental) na Seção 3.81 dos regulamentos de bem-estar animal (CRF 9). Conceitos relacionados às necessidades comportamentais e enriquecimento ambiental também está incorporada nos padrões de marinha, aviação e mamíferos marinhos